# 関根&ルーの!クイズサクセス
『関根&ルーの!クイズサクセス』（せきねアンドルーの クイズサクセス）は、フジテレビ系列局で放送された千代田企画制作のクイズ番組。制作局のフジテレビでは1992年10月から1994年3月まで、毎週日曜 13:30 - 14:00 (JST) に放送。

## 概要
司会は、『クイズ!早くイッてよ』から続投の関根勤と、当時関根と同じく浅井企画に所属していたルー大柴が務めた。ルーは番組初期には「今週の成功者」と称し、歴史上の人物などに扮して司会を務めていた。
本番組終了後、千代田企画制作番組は「おそく起きた朝は…」に引き継がれた。

## ルール
4名の解答者はそれぞれ得意分野ごとにジャンル分けされていて、基本的にそのジャンルの問題のみに解答し、得点を競う。
- どっちクイズ30　前期のオープニングクイズで解答者紹介を兼ねる。30秒間の間に次々と2択クイズに解答、1問正解につき10点。
- マルバツセブン　後期でどっちクイズ30に代わって行うようになったオープニングクイズ。各ジャンルごとに2人ずつ解答者が登場し、7問の○×クイズで正解数を競う。正解数の多い方が正解数×10点を持って解答席に座る（敗者は観客になる）。

同点ならサドンデスになるが、サドンデスの正解は一切得点にならない。
- パーソナルクイズ～並・上・特上～　解答者それぞれの得意分野に関する問題について「優先解答権」が与えられる。3秒経過しても答えない、あるいは誤答した場合はマイナス10点された上で「OPEN」となり、全員での早押しになる。

得点は並（1周）が10点、上（2周）が20点、特上（1周）が30点。早押しでの誤答はマイナス10点。
- 頭出しクイズ　解答者1人ずつに問題を出題。2つの問題文の冒頭部だけを見て、解答したい問題を選択させる（片方は難易度が低く、もう片方は難問）。挑戦する前に全員賭け点をコンピューターにインプット（この時点で誰が何点賭けているかは本人しかわからない）し、正解なら賭け点と同じだけプラスされ、逆に間違いなら賭け点と同じだけマイナスされる。

賭け点の発表と得点の増減は、全員がクイズを終えた後に1人ずつ行う。
最終的に獲得点数×500円が賞金になる。

## サクセスBOX
最後に得点の最も高かった解答者が成功者としてセットの中心に設置されたチャンピオン席に座り、2人ペアでの海外旅行（MASマレーシア航空で行くペナン島の旅）を掛けて「サクセスBOX」に挑戦（その前に旅行先紹介のVTRが流れる）。関根とルーのヒントを元に「サクセスBOX」の中身を当てる。
正解を解答すると、関根が「サクセス!」と叫び、ファンファーレが鳴り、「SUCCESS」というテロップ表示、チャンピオン席の背後に設置されたカノン砲と呼ばれる機械式のクラッカーから大量の銀色の紙吹雪が発射、全解答席の電飾が点灯し（サクセスBOXの時は通常、成功者の席のみ電飾が点灯している）、最後は「congratulation!」のボイスが流れて海外旅行を獲得となる。
不正解だと萎れたBGMとともに「大失敗」というテロップ表示が上から降ってきて最後は「ごめんなさい」のボイスが流れて失格となる。

## ジャンル
4つのジャンルは以下のとおりで、前述のとおり各ジャンルを得意とする解答者が1人ずつ出場していた。
- スポーツ選手 - スポーツに関する問題を出題
- シェフ - 料理に関する問題を出題
- エンターテイナー - 映画・音楽等の芸能関係問題を出題
  - 後期では「映画演劇」「音楽」「TV」と3つの分野に細分化され、それらが週替わりで出るようになった。
- 学者 - 週替わりで分野が変わり、それぞれの専門分野の問題を出題（テロップでは「学者（人文）」等と紹介される）
  - 人文 - 文学・歴史等の問題を出題
  - 社会 - 法律・経済等の問題を出題
  - 自然 - 化学・生物等の問題を出題

| フジテレビ 日曜13時台後半枠                         | フジテレビ 日曜13時台後半枠 | フジテレビ 日曜13時台後半枠                        |
| 前番組                                              | 番組名                      | 次番組                                             |
| --------------------------------------------------- | --------------------------- | -------------------------------------------------- |
| ゴールド・ラッシュ! （13:30 - 14:30） ※30分繰り下げ | 関根ルーの! クイズサクセス  | サンデーイベントアワー （第5期） （13:30 - 14:55） |
| フジテレビ 日曜の千代田企画枠                       |                             |                                                    |
| クイズ!早くイッてよ （22:00 - 22:30）               | 関根ルーの! クイズサクセス  | おそく起きた朝は… （9:30 - 10:00）                 |